# Exziton

Exziton im Kristall, schwarz: Gitterpunkte

Ein Exziton (engl. exciton von excitation, Anregung) ist ein gebundenes Elektron-Loch-Paar in einem Isolator bzw. einem Halbleiter. Es ist somit eine elementare Anregung des Festkörpers und außerdem wie ein Phonon oder ein Polaron ein Quasiteilchen. Ein Exziton kann sich durch den Kristall bewegen und transportiert dabei seine Anregungsenergie durch diesen hindurch, ohne dass ein Ladungstransport stattfindet, da das Exziton elektrisch neutral ist. Exzitonen haben einen ganzzahligen Spin.
Ein Exziton spielt eine große Rolle bei der Absorption von Licht in Halbleitern. Es kann z. B. entstehen, wenn ein Photon in einen Halbleiter eindringt und ein Elektron zum Übergang aus dem Valenzband in das Leitungsband anregt. Das Elektron und das im Valenzband entstandene, entgegengesetzt geladene Loch ziehen sich durch die Coulomb-Kraft gegenseitig an. Diese Situation ähnelt einem Wasserstoffatom und lässt sich auch quantenmechanisch analog beschreiben. Das gebundene Elektron/Loch-Paar hat eine etwas geringere Energie als der ungebundene Zustand. Allerdings ist die Bindungsenergie in der Regel viel kleiner und die räumliche Ausdehnung viel größer als beim Wasserstoffatom, da die Coulomb-Wechselwirkung zwischen Elektron und Loch teilweise abgeschirmt ist („Screening“).
In Abhängigkeit von ihren Eigenschaften unterscheidet man zwischen den Grenzfällen der Wannier- und der Frenkel-Exzitonen, wobei durchaus bekannte Zwischenzustände existieren.

## Mott-Wannier-Exzitonen
Mott-Wannier-Exzitonen (nach Nevill Francis Mott und Gregory Hugh Wannier) beschreiben phänomenologisch den Grenzfall großer Abstände. Ein Elektron und ein Loch, beschrieben durch effektive Massen, umkreisen sich. Der Einfluss des umgebenden Festkörpers wird in Kontinuumsnäherung durch eine effektive Dielektrizitätskonstante berücksichtigt.
Die Energie E eines Wannier-Exzitons in einem Halbleiter ist analog zum Wasserstoffatom näherungsweise gegeben durch
{\displaystyle {\begin{matrix}E&=&E_{\mathrm {g} }&-&\displaystyle E_{R}\cdot {\frac {\mu ^{*}}{\mu _{H}}}\cdot {\frac {1}{\varepsilon _{\mathrm {r} }^{2}}}&+&E_{\mathrm {kin} }\\&=&E_{\mathrm {g} }&-&\displaystyle {\frac {1}{2}}{\frac {\mu ^{*}e^{4}}{(4n\pi \varepsilon _{0})^{2}\varepsilon _{\mathrm {r} }^{2}\hbar ^{2}}}&+&\displaystyle {\frac {\hbar ^{2}{\vec {k}}^{2}}{2(m_{e}^{*}+m_{h}^{*})}}\end{matrix}}}
mit
| {\displaystyle E}                           | Gesamtenergie des Exzitons                               |
| {\displaystyle E_{\mathrm {g} }}            | Bandlücke des Halbleiters                                |
| {\displaystyle E_{R}}                       | Rydberg-Energie ≈ 13,6 eV                                |
| {\displaystyle E_{\mathrm {kin} }}          | Kinetische Energie des Exzitons                          |
| {\displaystyle \mu ^{*}}                    | Effektive reduzierte Masse des Elektron-Loch-Systems     |
| {\displaystyle \mu _{H}}                    | Reduzierte Masse des Wasserstoffatoms (≈Elektronenmasse) |
| {\displaystyle \varepsilon _{\mathrm {r} }} | Permittivitätszahl des Halbleiters                       |
| {\displaystyle e}                           | Elementarladung                                          |
| {\displaystyle \varepsilon _{0}}            | Elektrische Feldkonstante                                |
| {\displaystyle \hbar }                      | reduzierte Planck-Konstante                              |
| {\displaystyle {\vec {k}}}                  | Wellenvektor des Exzitons                                |
| {\displaystyle m_{e,h}^{*}}                 | Effektive Masse des Elektrons bzw. des Lochs.            |
Der mittlere, hier negative Term wird oft als Exzitonen-Bindungsenergie bezeichnet.

## Frenkel-Exzitonen
Frenkel-Exzitonen, benannt nach Jakow Iljitsch Frenkel, beschreiben die umgekehrte Näherung, bei der Elektron und Loch an einem Gitterplatz lokalisiert sind. Die Energie der Wechselwirkung ist dann im Wesentlichen als Überlappung der Ladungswolken (beschrieben durch die Wellenfunktionen von Elektron und Loch) zu sehen.
Ein Frenkel-Exziton wird beobachtet, wenn das Material, in dem es angeregt wurde, eine hohe Exzitonen-Bindungsenergie aufweist. Insbesondere die rein thermische Anregung reicht dann bei Raumtemperatur nicht mehr aus, um Elektron und Loch voneinander zu trennen (zu dissoziieren). In dem tiefen gegenseitigen Potentialtrichter werden Elektron und Loch in einem kleinen Abstand (Größenordnung 1 nm) voneinander gehalten. Das Beschriebene ist der Regelfall bei organischen Halbleitern und dementsprechend wichtig für ihre Beschreibung. Hier sind Exzitonen-Bindungsenergien in der Größenordnung von 1 eV typisch.

## Energieübertragung bei der Photosynthese und in organischen Solarzellen
Energetische Exzitonen-Übertragung spielt auch bei der Photosynthese in den Antennenkomplexen der Photosysteme der Pflanzen eine Rolle. Die Antennenpigmente der Photosysteme werden durch die Absorption von Licht in einen angeregten Zustand gebracht. Dabei wird die Energie auf die benachbarten Pigmente strahlungsfrei übertragen (Förster-Resonanzenergietransfer). Erst wenn das Pigment-Dimer im Reaktionszentrum durch die Übertragung von Exzitonen in einen angeregten Zustand versetzt wurde, findet ein Elektronentransfer statt. Dabei gibt eines der Moleküle des „special pair“ ein Elektron ab, welches durch ein Elektron aus der Photolyse des Wassers ersetzt wird.
Auch bei organischen Solarzellen müssen Exzitonen aufgespalten werden, um die Energie freizugeben. Dies wird u. a. durch die Nutzung von Heteroübergängen erzielt.